# لين بيكروفت
لين بيكروفت هي لاعب هوكي الحقل كندية، ولدت في 9 مايو 1957.

## وصلات خارجية
- لين بيكروفت على موقع أوليمبيديا (الإنجليزية)